# Калинин, Владимир Николаевич
Влади́мир Никола́евич Кали́нин (род. 1939) — советский и российский дипломат.

## Биография
Окончил МВТУ им. Н.Э.Баумана (1967) и Дипломатическую академию МИД СССР (1977). На дипломатической работе с 1974 года. Владеет английским языком.
- В 1993—1995 годах — советник-посланник Посольства России в Ботсване.
- В 1995—1998 годах — начальник отдела, заместитель директора Департамента Африки МИД России.
- С 29 июня 1998 по 28 февраля 2005 года — чрезвычайный и полномочный посол России на Сейшельских Островах[1][2].

С 2005 года — на пенсии.

## Дипломатический ранг
- Чрезвычайный и полномочный посланник 2 класса (30 апреля 1993)[3].